# 2018년 kt wiz 시즌
2018년 Kt 위즈 시즌은 kt 위즈가 KBO 리그에 참가한 4번째 시즌이다. 김진욱 감독이 팀을 이끈 마지막 시즌으로, 박경수가 주장을 맡았다. 팀은 NC 다이노스를 2경기 차로 따돌리고 10팀 중 정규시즌 9위를 기록하여 KBO 리그 참가 4년 차에 처음으로 최하위를 탈출했으며, 4할대 승률을 기록했다.

## 타이틀
- 자카르타·팔렘방 아시안 게임 금메달: 황재균
- U-23 야구 월드컵 국가대표: 신병률, 류희운
- KBO 신인상: 강백호
- 플레이어스 초이스 어워드 올해의 신인상: 강백호
- 일구상 신인상: 강백호
- 조아제약 프로야구대상 신인상: 강백호
- 스포츠서울 올해의 신인상: 강백호
- 한은회 최고의 신인상: 강백호
- 올스타전 추천선수: 금민철, 김재윤, 강백호
- 컴투스프로야구 주요 외국인선수 라인업: 니퍼트 (선발투수), 장성우 (포수)
- 출장(타자): 로하스 (144)
- 실질타석: 로하스 (641)
- 병살 유도: 금민철 (32)
- 경기 당 투구 수: 니퍼트 (102.2)
- 병살 처리: 박경수 (111)

### 퓨처스리그
- 플레이어스 초이스 어워드 퓨처스리그 우수선수상: 남태혁
- 퓨처스 올스타: 김민, 배제성, 김만수, 김민섭
- 출장(타자): 배정대 (94)

## 선수단
- 선발투수 : 니퍼트, 피어밴드, 고영표, 금민철, 김민, 김태오, 김용주, 박세진
- 구원투수 : 정성곤, 류희운, 심재민, 홍성용, 김사율, 엄상백, 이종혁, 이상화, 배우열, 고창성, 배제성, 김민수, 최건, 신병률, 윤근영, 주권
- 마무리투수 : 김재윤
- 포수 : 이해창, 장성우, 이준수
- 1루수 : 윤석민
- 2루수 : 박경수, 김영환, 정현
- 유격수 : 심우준, 고명성, 박기혁
- 3루수 : 황재균
- 좌익수 : 강백호, 오태곤, 전민수, 홍현빈, 하준호, 이창진, 송민섭, 오준혁
- 중견수 : 로하스
- 우익수 : 유한준, 배정대, 김지열, 김동욱, 김진곤
- 지명타자 : 이진영, 이대형, 남태혁, 오정복

## 여담
- 홈구장인 수원케이티위즈파크의 좌석 수를 기존 22067석에서 20800석으로 줄였다.
- 니퍼트는 KBO 리그에서 8번째 시즌을 소화하여 KBO 리그 역대 외국인 선수 중 KBO 리그에서 가장 오래 뛴 선수가 되었다. 또한 이 시즌에 KBO 리그 용병 투수 중 최초로 KBO 통산 100승과 100선발승을 달성했으며, 통산 1291.1이닝, 1082탈삼진, WAR 36.54로 KBO 리그 역대 외국인 투수 통산 최다 이닝, 최다 탈삼진, 최고 WAR 기록도 세웠다. 참고로 니퍼트의 통산 WAR은 2010년대 외국인 투수 통산 최고 WAR이기도 하다.
- 6월 20일과 21일에 김진욱 감독이 모친상을 당해 자리를 비우게 되어 최태원 벤치코치가 잠시 감독 대행을 맡았는데, 이 기간동안 팀은 1무 1패를 기록하여 최태원 감독대행은 KBO 리그 역대 감독들과 감독 대행들을 통틀어 단일 재임 기간동안 최저 승률을 기록한 인물로 남게 되었다.
- 강백호는 3월 24일 KIA 타이거즈와의 경기에서 KBO 리그 사상 최초의 고졸신인 데뷔 첫 타석 홈런의 주인공이 되었으며, 이후 구단 사상 최초의 KBO 신인상 수상자가 되었다. 또, 플레이어스 초이스 어워드 신인상도 수상함으로써 kt 위즈는 KBO 퓨처스리그 수상을 제외한 첫 플레이어스 초이스 어워드 수상자를 배출하게 되었다.
- 강백호는 이 시즌 올스타전에 투수로 등판하여 KBO 리그 올스타전 사상 처음으로 투수로 등판한 10대 야수 겸 외야수가 되었다.
- 장성우는 17번의 포일을 범해 2013년 이후 KBO 리그 역대 단일 시즌 최다 포일을 기록했다.
- 금민철은 커터 1797구를 던져 2013년 이후 KBO 리그 역대 단일 시즌 최다 기록을 세웠다.
- 금민철은 WHIP 1.79에 그쳐 규정 이닝을 채운 21세기 투수 중 KBO 리그에서 단일 시즌 가장 높은 WHIP를 기록했다.
- 니퍼트는 KBO 리그 역대 통산 1000이닝 투수 중 처음으로 세이브 경험 없이 은퇴한 투수가 되었다.
- 박기혁은 이 시즌을 끝으로 은퇴하여 KBO 리그 역대 통산 3000타석 타자 중 처음으로 고의4구 없이 은퇴한 타자가 되었으며, 장타율 0.305로 최저 기록을 세웠다.
- 강백호는 구단 사상 최초로 단일 시즌 규정 타석을 채운 10대 외야수가 되었다.
- 강백호는 이 시즌 외야 보살 7개로 2013년 이후 KBO 리그 단일 시즌 10대 외야수 최다 기록을 세웠다.
- 당시 만 19세였던 강백호는 32 2루타, 29홈런, 17 1점홈런, 6 2점홈런, 6 3점홈런, 84타점, 63장타를 기록해 KBO 리그 10대 타자 통산 최다 기록을 세웠다. 또한 주루사 9회, 포일 사이 진루 3회, 더블 스틸 실패 1회로 2013년 이후 10대 타자 통산 최다 기록을 세웠다.
- 로하스는 이 시즌 WAR 6.34로 KBO 리그 역대 외국인 중견수 중 단일 시즌 최고 기록을 세웠다.
- 로하스는 이 시즌 수비이닝 1127.2이닝으로 2013년 이후 KBO 리그 역대 외국인 외야수 중 단일 시즌 최다 기록을 세웠다.
- 니퍼트는 이 시즌을 끝으로 KBO 리그를 떠나 KBO 리그 외국인 투수 통산 포스트시즌 최다 등판(17), 최다 선발등판(13), 최다승(5), 최다 이닝(91.1), 최다 실점(37), 최다 자책점(36), 최다 타자 상대(376), 최다 타수 상대(329), 최다 피안타(74), 최다 볼넷 허용(32), 최다 고의4구 허용(2), 최다 탈삼진(65), 최다 투구(1450) 기록을 세웠다.